# Nurikabe
Este artículo es sobre el puzzle. Para el espíritu japonés, véase Nurikabe (folclore).

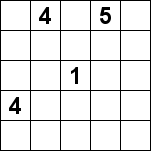
Ejemplo de un puzle Nurikabe de 25 celdas.

Nurikabe es un puzzle de determinación lógico. El nombre es japonés, donde se lo escribe en hiragana (ぬりかべ); un "nurikabe" en folclore japonés es un muro invisible que bloquea los caminos y que obliga al caminante a dar rodeos para poder sortearlo. El Nurikabe aparentemente fue inventado y bautizado por Nikoli; otros nombres con los que se lo conoce son Estructura de casillas e Islas en la corriente.
El puzzle se juega sobre una rejilla, por lo general rectangular sin ningún tamaño predefinido en particular. Algunas casillas al comienzo poseen un número escrito en ellos. El objetivo del juego es determinar cuales de las distintas casillas de la rejilla son "negras" y cuales "blancas" (en la versión Islas en la corriente se las llama "agua" y "tierra" respectivamente). Las casillas negras forman "el nurikabe" (en Islas en la corriente se las llama "la corriente"): todas ellas deben ser ortogonalmente contiguas (formar un único polyomino), ninguna casilla con número, y no deben contener ningún rectángulo sólido de tamaño 2x2 o mayor (en Islas en la corriente denomina a estos bloques ilegales "piletas"). Las casillas blancas forman las "islas" (que es de donde el juego Islas en la corriente toma su nombre): cada número n debe formar parte de un n-omino formado solo por casillas blancas. Todas las casillas blancas deben pertenecer a una y solo una isla; cada isla debe tener una sola casilla numerada. Los jugadores por lo general van sombreando aquellas casillas que han deducido que son negras y marcado con un punto a la casillas que deben ser blancas.
Al igual que en casi todos los puzles puramente lógicos, la solución debe ser única; una rejilla que contenga números al azar es altamente improbable que contenga un puzle Nurikabe con una solución única.

## Historia
El Nurikabe fue desarrollado por reenin (れーにん cuyo pen name es la pronunciación japonesa de "Lenin"), en la edición 33 de (Puzzle Communication) Nikoli en marzo de 1991.
Pronto se convirtió en un éxito, y ha aparecido en todas las ediciones de la revista a partir de la edición número 38.
Desde el 2005, Nikoli ha publicado siete libros completamente dedicados al puzle Nurikabe.
(Este párrafo se basa en "Nikoli complete works of interesting-puzzles(ニコリ オモロパズル大全集)." https://web.archive.org/web/20060707011243/http://www.nikoli.co.jp/storage/addition/omopadaizen/)

## Métodos de solución
No hace falta adivinar ni tener suerte para resolver un puzle Nurikabe. En cambio, se pueden definir y aplicar una serie simple de procedimientos y reglas, que un usuario con un poco de criterio sabrá en que condiciones aplicar cada una.
El mayor error que hacen los principiantes es concentrarse únicamente en determinar las casillas negras o las blancas sin prestar atención a las otras; la mayoría de los puzles Nurikabe requieren probar sucesivamente distintas estrategias o alternativas. El marcado de celdas blancas forzará a que otras celdas sean negras, y viceversa (aquellos familiares con el juego del Go pueden asociar las celdas indefinidas adjuntas a las distintas regiones como "libertades" y aplicar lógica "atari" para determinar como es que deben crecer). Paradójicamente, la regla más fácil de olvidar es la más básica: todas las celdas solo pueden ser o blancas o negras, por lo tanto si es posible demostrar que una casilla no es de un color, será del otro.

### Estrategia básica
- Dado que dos islas solo se pueden tocar en las esquinas, las casillas entre dos islas parciales (números o celdas blancas adyacentes que no suman el total del número indicado) deben ser negras. Este es por lo general el método utilizado para comenzar a resolver el Nurikabe, y se procede a marcar en negro los casilleros adyacentes entre dos o más números.

- Una vez que una isla está "completa" - es decir, posee todas las celdas blancas que requiere su número - todas las casillas que comparten un lado con la misma deben ser negras. Obviamente, todas las casillas marcadas con un '1' al comienzo del juego ya son islas completas, y pueden ser marcados sus bordes en negro desde el comienzo.

- Siempre que tres casillas negras forman una forma en "L" , la casilla en la esquina (diagonalmente del lado interno contando desde la esquina de la L) debe ser blanca. (La alternativa es una "pileta".)

- En la solución final, todas las casillas deben estar conectadas. Si hay una región negra con una única posibilidad de conectarse al resto del tablero, entonces ese punto de conexión debe ser negro.

- En la solución final, todas las casillas blancas deben formar parte de una sola isla. Si existe una región blanca que no contiene un número, y existe un único camino mediante el cual se puede conectar a una región blanca numerada, entonces el camino de conexión deberá ser blanco.

- Alguno puzles tendrán casillas que no se pueden conectar a ninguna casilla numerada "inalcanzables", ya sea por estar muy lejos de ellas como por estar bloqueadas por otros números. Dichas casillas deben ser negras. Por lo general, estas casillas tendrán una única ruta de conexión a las otras celdas negras o ésta será en forma de codo y necesitará una casilla blanca (ver punto previo) para poder alcanzar a otra numerada, permitiendo así progresar en la resolución del puzle.

### Estrategia avanzada
- Si existe un cuadrado formado por dos casillas negras adyacentes y dos casillas adyacentes desconocidas, entonces de acuerdo con las reglas por lo menos una de las dos casillas desconocidas debe ser blanca. Por lo tanto, si una de las dos celdas desconocidas (identificada como 'A') solo puede ser conectada a una casilla numerada por medio de la otra (identificada como 'B'), entonces B necesariamente debe ser blanca (mientras que A puede ser o no blanca).

- Si una isla de tamaño N ya tiene identificadas N-1 casillas blancas, y solo restan dos casillas de las cuales elegir, y estas dos casillas se tocan en sus esquinas, entonces la casilla entre esas dos que está en la zona más alejada de la isla debe ser negra.